# リピート (小説)
『リピート』は、乾くるみによる小説。「文藝春秋」掲載分をまとめ、2004年10月25日に文藝春秋より出版。2007年11月10日に文春文庫より文庫化。
2018年1月期クールに『リピート〜運命を変える10か月〜』のタイトルでテレビドラマ化された。

## あらすじ
1991年9月1日、毛利圭介のところに見知らぬ男から謎の電話が掛かってきた。謎の男性が告げたのは1時間後に起こる地震の予言だったため、イタズラ電話だと思っていたが、予言は的中した。時刻も震度も予言通りと、偶然にしてはできすぎている。さらに1時間後、再び謎の男性から電話がかかってきた。「風間」と名乗ったその男性は、これは予知能力ではなく、過去に戻って何度もやり直しているから、何が起こるのかを知っているのだと言う。現在の記憶を持ったまま過去の自分の身体に戻る現象を、風間は「リピート」と呼んでいる。そのリピートのゲストとして、毛利が招待された。

## 登場人物
毛利 圭介（もうり けいすけ）
大学4年生。3月に彼女の由子と別れた。
篠崎 鮎美（しのざき あゆみ）
23歳。小柄で清楚な女性会社員。
池田 信高（いけだ のぶたか）
30代。ゴルフのレッスンプロ。体格のいいスポーツマンタイプ。
横沢 洋（よこさわ ひろし）
40代。小太りな会社員。
天童 太郎（てんどう たろう）
20代。シナリオライター。株式会社天童企画の代表。長身で全身黒スーツ。
高橋 和彦（たかはし かずひこ）
20代。ヤンキー風のトラックの運転手。
大森 雅志（おおもり まさし）
ガリガリの食品科学会社の研究者。
坪井 要（つぼい かなめ）
小柄で金髪の受験に失敗した浪人生。
郷原 俊樹（ごうはら としき）
60代。上場企業社長。
風間（かざま）
リピートの主催者。ヘリコプターの操縦士。小柄だががっしりとした体格。
町田 由子（まちだ ゆうこ）
圭介の元彼女。ワガママな性格で、3月にこっぴどく圭介を振った。

## 書誌情報
- 単行本：2004年10月25日、文藝春秋、ISBN 978-4-16-323350-5
- 文庫本：2007年11月10日、文春文庫、ISBN 978-4-16-773202-8

## テレビドラマ
『リピート〜運命を変える10か月〜』のタイトルで、読売テレビ制作・日本テレビ系「木曜ドラマF」枠にて2018年1月11日から3月15日まで放送されていた。主演は貫地谷しほり、本郷奏多、ゴリ（ガレッジセール）。

### キャスト

#### 主要人物
篠崎 鮎美〈33〉
演 - 貫地谷しほり
区立春日台図書館司書。本音を言えない性格。1年半交際中の彼氏にプロポーズを期待していたため、当初はリピートの誘いを断ろうとするが突然別れを告げられ、過去に戻ってその原因となったトラブルを回避するためにリピートへの参加を決意する。
毛利 圭介〈23〉
演 - 本郷奏多
フリーター。キャバクラでボーイのバイト。カメラマンを志していたが、撮影用の機材を盗んだ疑いをかけられて師匠のもとを追い出された。彼女がいるが、自己中心的な性格に振り回されるので別れたいと思っていた時、リピートの誘いを受ける。
天童 太郎〈40〉
演 - ゴリ（ガレッジセール）
カフェオーナー。
風間〈50〉
演 - 六角精児
リピートに誘う謎の男。鮎美たちをリピートに誘った理由については、「適当に携帯の番号を押して電話を掛け、繋がった相手を誘った」と語っている。

#### リピート仲間
郷原 俊樹〈51〉
演 - 清水圭
サラリーマン。
高橋 和彦〈45〉
演 - 福田転球
トラック運転手。
坪井 要〈20〉
演 - 猪野広樹
東大を目指す予備校生。二次試験に間に合うならとリピートに参加する。
橫沢 佐知子〈55〉
演 - 手塚理美
専業主婦。夫が癌だと判明する前に、かなわなかった社交ダンスを一緒に踊るためにリピートに参加する。
大森 知恵〈35〉
演 - 安達祐実（特別出演）
食品化学の研究員。リピートや「未来から時間を遡って来た」という風間の話を、初めは「非科学的だ」と否定していたが、風間の「地震予知」が二度も当たったことから考えを改め、リピートに参加する。

#### その他
町田 由子〈21〉
演 - 島崎遥香
圭介の彼女。お金持ちのお嬢様。独占欲が強く嫉妬深い。
久瀬 一樹〈38〉
演 - 松田悟志
鮎美の彼氏。大手商社に勤めるサラリーマン。
まひる
演 - 松尾薫
鮎美の同僚。ゆとり。
谷本 健一
演 - 清水伸
江戸川興信所の人間で、行方不明の由子を追っている。天童は「（由子の）両親が警察に被害届を出したものの埒が明かず興信所の人間を雇った」と推察している。
寺山
演 - チングポカ
天童の友人で、マンションから飛び降り自殺した。

#### ゲスト
第1話
- カケル - 松浦理仁
- さおり - 小菅汐梨
- 棚田（たなだ） - ムーディ勝山
- ニュースキャスター - 中谷しのぶ（読売テレビアナウンサー）
- 司書 - 福田博之

第2話
- 橫沢 正明 - 酒井敏也
- カレン - 川﨑珠莉
- ミナミ - 益田恵梨菜
- 一樹の母 - 真理アンヌ

第3話
- 天童 文香 - ちすん
- 天童 淳史 - 南出凌嘉
- 高速バスの運転手 - 天津木村

第8話
- 管理人 - 平田敦子
- 桜 - 椿弓里奈

### スタッフ
- 原作 - 乾くるみ
- 脚本 - 泉澤陽子、森山あけみ
- 音楽 - 松本晃彦
- 主題歌 - DAY6「If ～また逢えたら～」（WARNER MUSIC）
- チーフプロデューサー - 岡本浩一
- プロデューサー - 沼田賢治、中間利彦、村本陽介、古賀俊輔（ザフール）、長坂淳子（ザフール）
- 演出 - 蔵方政俊、湯浅弘章、片桐健滋
- 制作プロダクション - ザフール
- 制作協力 - 吉本興業
- 制作著作 - 読売テレビ

### 放送日程
| 放送回 | 放送日  | ラテ欄                                       | 脚本       | 演出     |
| ------ | ------- | -------------------------------------------- | ---------- | -------- |
| 第1話  | 1月11日 | 運命を変える10か月! 衝撃のどんでん返し       | 泉澤陽子   | 蔵方政俊 |
| 第2話  | 1月18日 | 束縛する女 飼い犬人生からの脱却 運命を変える | 泉澤陽子   | 蔵方政俊 |
| 第3話  | 1月25日 | 運命のバス 事故から命救えるか? 狂気の合鍵女  | 泉澤陽子   | 片桐健滋 |
| 第4話  | 2月01日 | 次々標的に我々は狙われている! 連続死のナゾ   | 森山あけみ | 片桐健滋 |
| 第5話  | 2月08日 | 秘密の部屋 暴かれる正体… 急接近する甘いワナ  | 泉澤陽子   | 湯浅弘章 |
| 第6話  | 2月16日 | 走り出す運命の愛… 衝撃の初夜引き裂く悪女     | 泉澤陽子   | 湯浅弘章 |
| 第7話  | 2月23日 | 死の代償 禁断の誘い… 2度目のリピートへ？     | 森山あけみ | 蔵方政俊 |
| 第8話  | 3月01日 | 消えた相棒 裏切り者は一体誰？                | 泉澤陽子   | 蔵方政俊 |
| 第9話  | 3月08日 | 衝撃最終章 全ての謎が明らかに! さよなら相棒  | 泉澤陽子   | 湯浅弘章 |
| 最終話 | 3月15日 | 迫り来る最期の時… 運命変えられるか           | 泉澤陽子   | 湯浅弘章 |

- 第6話は前日深夜の『NEWS ZERO』（日本テレビ制作）が、第7話は前夜の『NEWS ZERO』が、それぞれ10分後拡大（23時 - 翌0時9分）のため、10分繰り下げになる（0時9分 - 1時4分）。
- 第6話と第7話は上記のため、金曜日になってからの放送となる。

## 韓国版ドラマ
日本でのタイトルは『リセット〜運命をさかのぼる1年〜』（韓：365: 운명을 거스르는 1년）。2020年3月23日から4月28日にかけてMBC月火ドラマとして放送され、イ・ジュニョクとナム・ジヒョンが主演を務めた。

### キャスト
- チ・ヒョンジュ - イ・ジュニョク
- シン・ガヒョン - ナム・ジヒョン
- イ・シン - キム・ジス
- ペ・ジョンテ - ヤン・ドングン
- ソ・ヨンス - イ・シア
- ファン・ノソプ - ユン・ジュサン
- チェ・ギョンマン - イム・ハリョン
- チャ・ジュンソク - チョン・ミンソン
- パク・ヨンギル - チョン・ソクホ
- コ・ジェヨン - アン・スンギュン
- キム・セリン - イ・ユミ

### スタッフ
- 原作 - 乾くるみ『リピート』、読売テレビ「リピート〜運命を変える10か月〜」[8]
- 演出 - キム・ギョンヒ[8]
- 脚本 - イ・ソユン[8]

| 読売テレビ制作・日本テレビ系列 木曜ドラマF                      | 読売テレビ制作・日本テレビ系列 木曜ドラマF                 | 読売テレビ制作・日本テレビ系列 木曜ドラマF |
| 前番組                                                          | 番組名                                                     | 次番組                                     |
| --------------------------------------------------------------- | ---------------------------------------------------------- | ------------------------------------------ |
| 眠れぬ真珠 ～まだ恋してもいいですか?～ （2017年12月21日・28日） | リピート〜運命を変える10か月〜 （2018年1月11日 - 3月15日） | ラブリラン （2018年4月5日 - 6月8日）       |